# Път на благовонията
Пътят на благовонията или Пътят на тамяна е търговски сухоземен път в Близкия изток.
Свързва още от древността и в античността Южна Арабия (бленуваната за завоюване от римляните Arabia Felix) със Средиземноморието, а през Светите земи - и с Месопотамия.  От Южна Арабия се внасяли тамян, смирна и подправки.
С решение от 2005 г. ЮНЕСКО включва Пътя на тамяна в Израел в списъка на световното културно наследство в Азия, понеже на него са разположени 4-те исторически града в Набатея - Авдат, Халуца, Мамшит и Шивта.